# Pierre-Joseph Triest
Pierre-Joseph Triest (Bruxelles, 31 agosto 1760 – Gand, 24 giugno 1836) è stato un presbitero belga.
Sin dal 1802 si dedicò all'istruzione dei sordomuti: canonico della collegiata di San Bavone, nel 1803 fondò la congregazione delle Suore di Carità di Gesù e Maria e nel 1807 quella dei Fratelli della Carità, dedite alla cura e all'educazione dei disabili.

## Biografia
Nel 1846, in occasione del decennale della sua dipartita, il governo belga fece erigere un monumento scultoreo in suo onore nella cattedrale dei Santi Michele e Gudula di Bruxelles.